# 迈特纳撞击坑
迈特纳（英語：Meitner）是金星上的一个多环撞击坑。

## 参阅
1. ↑  格里利, 罗纳德. 行星地貌介绍. 2013年. 剑桥大学出版社. pg. 115.